# Caspar Schwenckfeld
Caspar (O Kaspar) Schwen(c)kfeld von Ossig (  listen (?·pàg.) (help·info)) (1489 o 1490 – 10 desembre 1561) va ser un teòleg alemany, escriptor, i predicador que esdevingué un Reformista protestant i espiritualista, un dels promotors més primerencs del Reforma Protestant a Silesia. listen (?·pàg.)
Schwenckfeld va arribar als principis de la Reforma a través de Thomas Müntzer i Andreas Karlstadt. Tanmateix, va desenvolupar els seus principis propis i va abraçar la doctrina de Martí Luter sobre la controvèrsia de la eucaristia (1524). Tenia els seus propis punts de vista sobre els sagraments - la doctrina de Carn Celestial - desenvolupant uns vincles propers amb el seu col·lega d'humanista, Valentin Crautwald (1465–1545). Els seus seguidors esdevingueren una nova secta, la qual es va il·legalitzar dins Alemanya, però les seves idees van influir en l'Anabaptism, Pietism en el continent europeu, així com el Puritanisme a Anglaterra.

## Vida

### Joventut
Schwenckfeld va néixer en Ossig vora Liegnitz, Silèsia ara Osiek, vora Legnica, Polònia, de pares nobles el 1489. Del 1505 a 1507 va ser estudiant a Colònia, i el 1507 es va matricular a la Universitat de Frankfurt und Oder. Entre 1511 i 1523, Schwenckfeld va servir al Ducat de Liegnitz com assessor del Duc Charles I (1511–1515), el Duc George I (1515–1518), i el Duc Frederick II (1518–1523).

### Filosofia
Entre 1518 o 1519, Schwenckfeld va experimentar una revelació divina que va nomenar la "visita de Déu." Les escriptures de Luther van tenir una influència profunda en Schwenckfeld, i va abraçar la Reforma "Luterana" i esdevingué estudiant de les Escriptures. El 1521, Schwenckfeld va començar a predicar l'evangeli, i el 1522 va guanyar el Duc Friedrich II al Protestantisme. Va organitzar una Germandat del seu convents amb l'objectiu de fomentar l'estudi i l'oració sobre el 1523. Dos anys més tard, el 1525, va refusar el dogma luterà sobre la Presència Real de Crist a l'Eucaristia i va profesar una interpretació espiritual de la Eucaristia, que va ser conseqüentment rebutjada per Luter. Schwenckfeld va començar a ensenyar que la veritable cristià havia de menjar el cos espiritual de Crist. Es va esforçar per proomoure la Reforma allí on es trovés, però també va criticar els reformistes que pensava es posicionaven com extremistes. Va emfatitzar que per ser un veritable cristià, no només cal canviar en l'exterior sinó també en l'interior. A causa de l'Eucaristia i altres controvèrsies, Schwenckfeld va trencar amb Luther i seguií el que es coneix com a "via intermèdia". Per voluntat pròpia es va exiliar de Silesia el 1529 per tal d'alleujar pressió que tenia al damunt seu, i per la vergonya del seu duc. Va viure a Estrasburg entre 1529–1534 i des de llavors a Suàbia.

### Ensenyaments
Alguns dels ensenyaments de Schwenckfeld van incloure l'oposició a la guerra, societats secretes, i el jurament, que el govern no tenia dret a demanar a la consciència pròpia, que la reencarnació es promou per gràcia divina a través del treball intern de l'Esperit, que els creients s'alimenten de Crist espiritualment, i que els creients han de donar testimoni de la reencarnació. Va refusar el Baptisme infantil, expulsà els formalismes i "denominacions" eclesiàstiques. La seva visió de l'Eucaristia incità a Luter a publicar diversos sermons sobre el tema en el 1526 El Sagrament del Cos i Sang de Christ—Contra els Fanàtics.

### Publicacions
El 1540 Martin Luther va expulsar Caspar Schwenckfeld de Silesia. El 1541, Schwenckfeld va publicar la Gran Confessió en la Glòria de Christ. Molts van considerar aquesta escriptura com herètica. Hi ensenyava que Christ tenia dues naturaleses, divína i humana, però que progressivament esdevenia més divína. També va publicar un nombre d'obres interpretant les Escriptures durant el 1550, sovint responent al refutacions de la Reforma Luterana de Matthias Flacius Illyricus.

### Mort
El 1561, Schwenckfeld va caure malalt de disenteria, i progressivament es va anar debilitant fins que va morir a Ulm el matí de 10 de desembre de 1561. A causa dels seus enemics, el fet de la seva mort i el lloc del seu enterrament va ser mantingut en secret.

## L'Església de Schwenkfelder
Schwenckfeld no va organitzar cap església separada durant la seva vida, però els seus seguidors sembla que es reunien entorn els seus escrits i sermons. El 1700 n'hi havia aproximadament uns 1.500 d'ells a la Baix Silesia. Molts van fugir de Silesia sota la persecució de l'emperador austríac, i alguns van trobar refugi a les terres de Vescompte Nicolaus Ludwig Zinzendorf. Aquests seguidors es van conèixer com a Schwenkfelders. Un grup va arribar a Filadèlfia el 1731, seguits de cinc migracions mes fins al 1737. El 1782, es va formar la societat de Schwenkfelders, i el 1909 es constituiria l'Església Schwenkfelder.
L'Església Schwenkfelder va quedar-se petita, i actualment hi ha cinc esglésies amb aproximadament uns 3.000 membres al sud-est de Pennsilvània. Tots aquests fidels es troben en un radi de cincuanta milles en el radi de Filadèlfia.

## Biblioteca i Centre Patrimonial de Schwenkfelder
La Biblioteca i Centre Patrimonial Schwenkfelder és un museu petit, biblioteca i arxiu que es troba a Pennsburg, Pennsilvània. Són una institució única dedicada a la preservació i interpretació de la història de Schwenkfelder, incloent Caspar Schwenckfeld, el Radical Reformation, tolerància religiosa, els Schwenkfelders a Europa i Amèrica, i l'Església de Schwenkfelder. També hi podrem trobar exposicions i una programació d'actes que se celebren al llarg de l'any.